# Neranjan Wijeyeratne

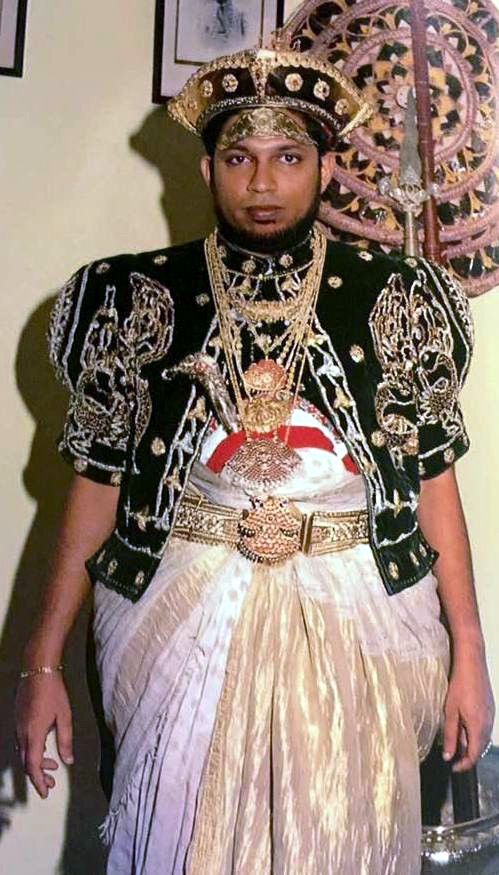
Neranjan Wijeyeratne

Neranjan Priyadarshana Dullewe Wijeyeratne (singhalesisch නෙරංජන් ප්‍රියදර්ශන දූල්ලෑව විජයරත්න, geb. 9. August 1956) ist ein sri-lankischer Politiker. Er war Diyawadana Nilame (Leitender Laien-Custos des Sri Dalada Maligawa (Tempel des Zahns)) von 1985 bis 2005 und später Politiker der United National Party und Chief Organiser des Galagedara Electorate im Distrikt Kandy und Führer der Opposition im Kandy Municipal Council.

## Leben

### Jugend
Neranjan Priyadarshana Dullewe Wijeyeratne wurde als Kind von Nissanka Wijeyeratne und dessen Frau Nita Dullewe Wijeyeratne geboren. Er hat zwei Brüder und eine Schwester (Mano, Anuradha, Lankesh und Nishangani). Bereits der Vater Nissanka Wijeyeratne und der Großvater Sir Edwin Wijeyeratne waren prominente Politiker und auch der Bruder Mano diente als Nicht-Kabinett-Minister für "Enterprise Development and Plantation Services". Der Bruder Anuradha war "Provincial Councillor" und fungierte mehrmals stellvertretend Diyawadana Nilame.
Neranjan erhielt seine Ausbildung am Royal College, Colombo.

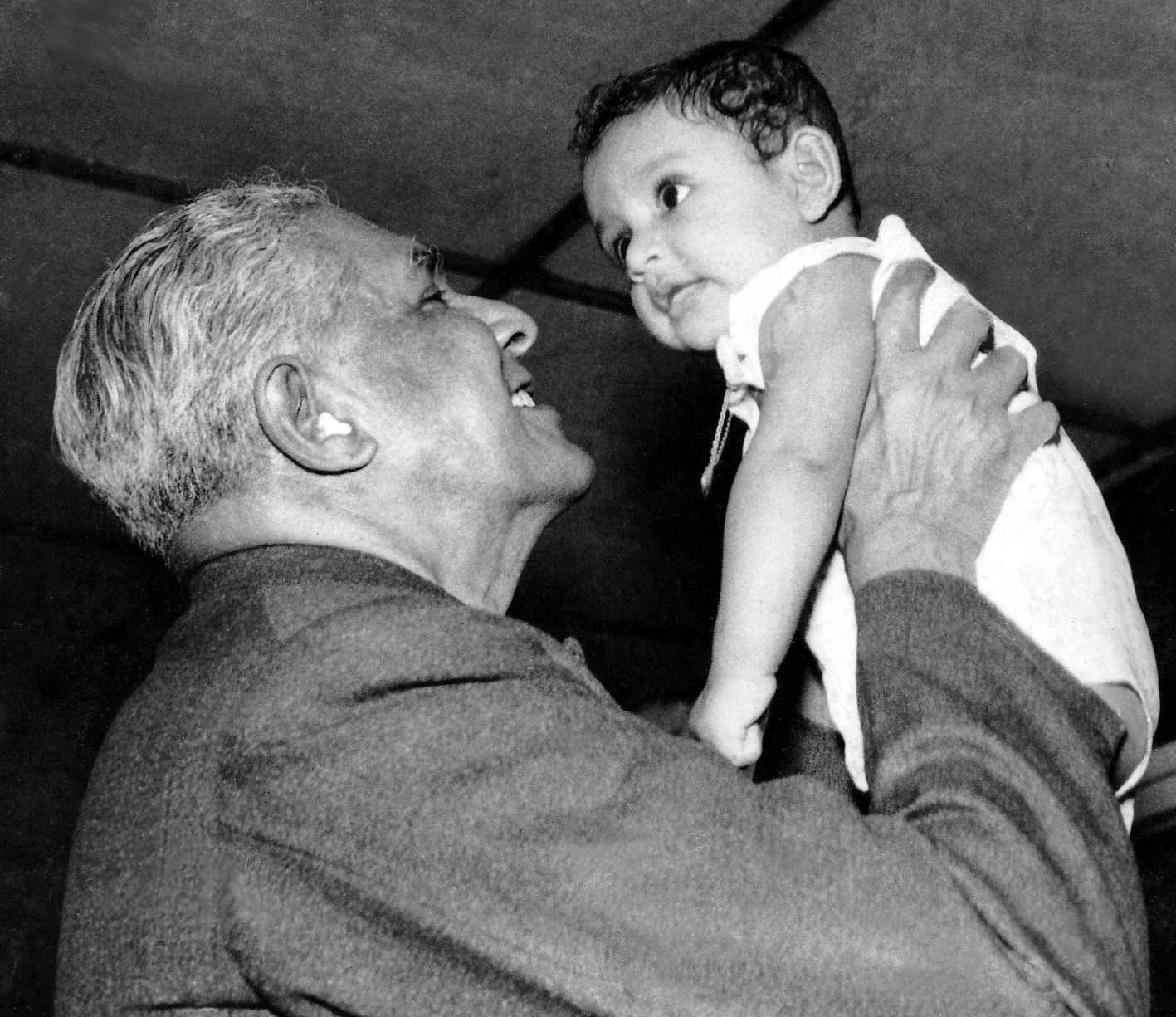
Neranjan mit seinem Großvater Sir Edwin Wijeyeratne (damals Minister of Home Affairs and Rural Development)

### Diyawadana Nilame
Neranjan folgte seinem Vater im März 1985 als Diyawadana Nilame (Chief lay Custodian) des Sri Dalada Maligawa und füllte dieses Amt 20 Jahre lang bis 2005. Dazu wurde er 1995 durch Wahl erneut bestätigt. Davor diente er 5 Jahre lang als "Basnayake Nilame" (Lay Custodian) des Lankathilaka Maha Vishnu Devalaya in Kandy. Er wurde allgemein gelobt für seine Fähigkeiten, die er beim Wiederaufbau des Tempels nach einem Bombenanschlag durch die LTTE (Tamil தமிழீழ விடுதலைப் புலிகள்) 1998 unter Beweis stellte. Darüber hinaus war er verantwortlich für die Errichtung des "Goldenen Zauns" um Sri Dalada Maligawa und richtete das "Dalada Museum" ein, in dem Kunstwerke und Artefakte gezeigt werden, die mit dem Sri Dalada Maligawa und mit Buddhismus in Sri Lanka allgemein zu tun haben. Der "Temple of the Tooth Special Development Fund" und der "Sri Dalada Maligawa Buddhist Welfare Fund" wurde von ihm eingerichtet. Außerdem ließ er die Pallekale Sri Lanka International Buddhist Academy (Thai Sri Lanka International Buddhist Institution) mit einer modernen Aula mit bis zu 1000 Plätzen bauen. In seiner Amtszeit unterhielt er enge Kontakte mit buddhistischen Würdenträgern aus Japan, China, Thailand und Myanmar und war ein wichtiger botschafter für das buddhistische Erbe von Sri Lanka.

### Politische Karriere
Nach seiner zweiten Amtszeit als Diyawadana Nilame trat er zurück und begann eine politische Karriere.

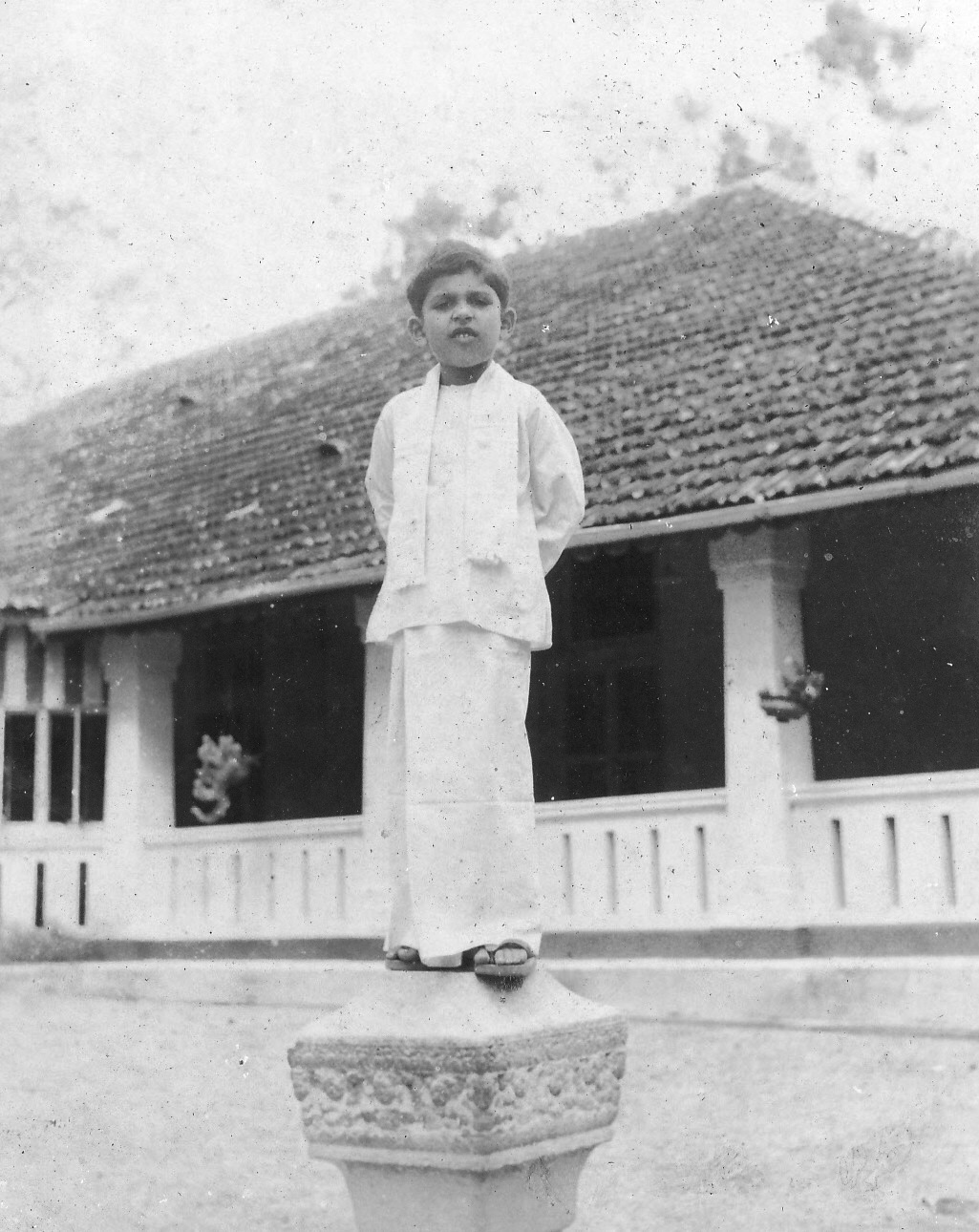
Neranjan im Alter von 5 Jahren, 1961.

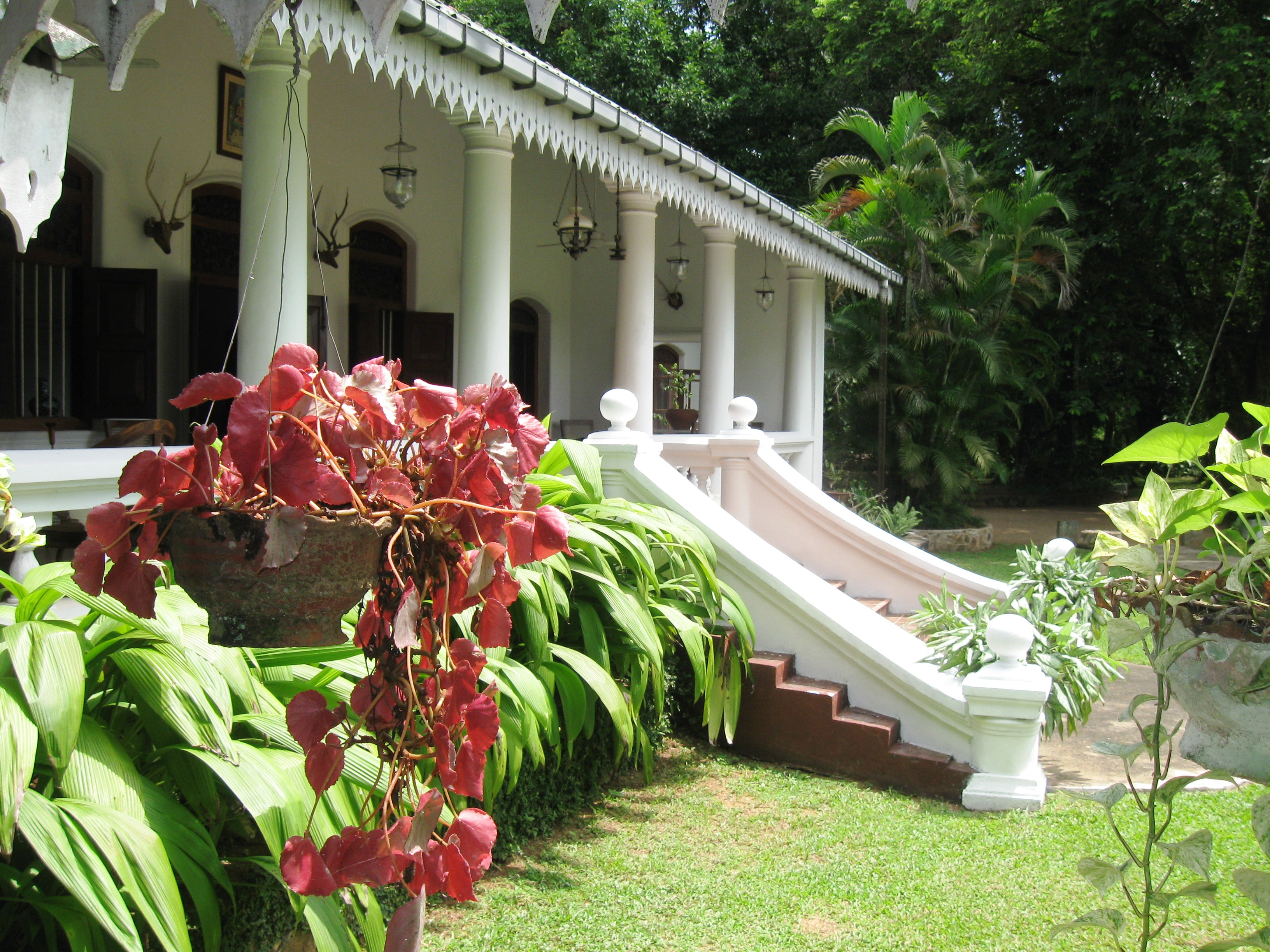
Residenz von Neranjan Wijeyeratne
Meeduma Walauwa, Rambukkana.

## Familie
Wijeyeratne ist verheiratet mit Devika Mediwake, der Tochter von Laxminath und Chintha Mediwake, einer Enkelin von William Gopallawa (erster Präsident von Sri Lanka). Das Paar hat die beiden Kinder Mokshana Wijeyeratne und Navindra Wijeyeratne.